# 中華民國數位發展部
數位發展部（英語：Ministry of Digital Affairs，官方簡稱數發部，過去曾簡稱數位部）是中華民國有關數位事務的最高主管機關，由原本分散於行政院各部會的業務單位整併而成，於2022年8月27日成立。其任務包括協助公部門數位轉型以打造數位政府，促進數位產業以發展數位經濟，並推動國家的資訊基礎建設及資訊安全。
數位發展部的業務範圍涵蓋資訊、電信、傳播、資安、網際網路等5大領域，負責推動國家數位政策的創新和變革，也是網路廣告平台、第三方支付、電子商務平台（B2C、B2B2C、C2C及O2O等）、網路連線遊戲的主管機關。

## 歷史
2019年12月5日，中華民國科技部「2019未來科技展」開幕典禮，時任總統蔡英文致詞時表示，隨著5G和物聯網時代來臨，數位科技正大幅改變產業生態與人民生活，因此行政院開始研議設立橫跨資訊、資安、電信、網路、傳播等5大領域的數位發展主管機關。2020年5月20日，蔡英文於總統第二任期就職演說再次說明，行政院將推動成立「數位發展部」。2020年12月，在行政院版行政院組織改造法案未定案前，民主進步黨立法委員蘇巧慧等提出之《行政院組織法》部分條文修正草案推動成立「數位發展委員會」，中國國民黨立法委員鄭麗文等提案推動成立「數位權與個人資料保護委員會」。
2021年2月18日，行政院將成立數位發展部（由國家通訊傳播委員會通訊傳播產業與輔導業務、交通部郵電司、經濟部工業局部分業務、國家發展委員會資訊管理處部分業務與行政院資通安全處整併而成）列為優先推動法案項目。3月25日，行政院會議通過16項組改法案，先成立行政院數位發展部籌備工作小組，待立法院三讀通過法案後行政院再成立「數位發展部籌備處」。12月28日，立法院三讀通過《數位發展部組織法草案》及相關組織法草案。
2022年1月19日，總統令公布《數位發展部組織法》及相關組織法。同年8月27日「數位發展部」掛牌成立，員額編列598人，依組織法規定最多可以有300名約聘人員。數位發展部成立初期，預計分兩處辦公：原國家通訊傳播委員會延平南路辦公室為本部，並租用新光人壽保險摩天大樓部分樓層設「中繼辦公室」。

### 本部大門遭槍擊事件
2024年3月28日上午，數位發展部本部大樓大門發生槍擊案，臺北市政府警察局中正第二分局獲報立即前往，一名54歲張姓男子遭逮捕。據調查，男子是因爲不滿民主進步黨及其政策，才犯下此案。經勘察，案发現場大門玻璃破碎，無人受傷。該起槍擊事件是中華民國中央政府部門遭民眾持槍射擊的首例，也是繼桃園派出所槍擊事件后一周内的第二起槍擊案。

## 組織架構
- 部長（一人，特任）
  - 次長（政務次長二人，比照簡任第十四職等；常務次長一人，列簡任第十四職等）
    - 主任秘書（一人，列簡任第十二職等同司處長）
    - 參事、技監（列簡任第十二職等同司處長）

### 部內單位
業務單位
- 數位策略司：研擬與推動國家的數位發展政策，負責數位政策的規劃、評估、趨勢調查、媒體公關及國會聯絡。
- 韌性建設司：強化國家資通訊基礎設施安全防護，普及電信服務，建構具有韌性之數位通訊網路。
- 資源管理司：分配與管理通訊資源，如電號碼、無線電頻率、網路位址及網域名稱等，確保資源使用符合公共利益。
- 數位政府司：協助政府機關應用數位科技，重塑政府的數位服務，進而提升政府的施政效能。其業務除了政府服務入口網站（我的E政府），還包括憑證管理、無障礙網路空間認證、iTaiwan免費無線上網、中文標準交換碼維護等等。
- 數位國際司：參與國際數位發展之合作，推動跨國公民科技與分散式自治組織（又稱為去中心化自治組織）等數位治理實踐模式之交流，促進臺灣對於國際社會的貢獻。
- 資料創新司：推動數據公益(data altruism)、個人資料自主及政府開放資料等資料應用模式，並與非政府及民間組織合作，打造資料創新應用生態。

輔助單位
- 秘書處
- 人事處
- 政風處
- 主計處
- 資訊處
- 法制處

### 下轄政府機構以及所監督的法人單位
所屬機關（三級行政機關）
- 資通安全署：辦理國家資通安全政策之規劃、核定及評估，執行國家資通安全之防護、演練與稽核及通訊傳播基礎設施之防護。
- 數位產業署：推動數位經濟發展、辦理數位經濟相關產業之輔導、獎勵與管理。數位產業署的業務也涵蓋遊戲軟體分級，以及推動數位防詐工具和防詐機制，協助檢警體系和業者打擊數位詐騙。[29][30][31][32]

所監督與主管的法人
- 國家資通安全研究院（行政法人）
- 資訊工業策進會（財團法人）
- 台灣網路資訊中心（財團法人）
- 電信技術中心（財團法人）

## 歷任首長
| 數位發展部部長 | 數位發展部部長 | 數位發展部部長 | 數位發展部部長 | 數位發展部部長 | 數位發展部部長                                                 | 數位發展部部長 | 數位發展部部長 |
| 任次           | 姓名           | 就職時間       | 卸任時間       | 政黨           | 備註                                                           | 出處           |                |
| -------------- | -------------- | -------------- | -------------- | -------------- | -------------------------------------------------------------- | -------------- | -------------- |
| 1              | 唐鳳           | 2022年8月27日  | 2024年5月20日  | 無黨籍         | 曾任行政院政務委員，負責政府數位化相關事務，直到數位部建立轉任 |                |                |
| 2              | 黃彥男         | 2024年5月20日  | 現任           | 無黨籍         | 中研院資訊創新科技研究中心主任                                 |                |                |

## 歷年預算
| 2022 | 2,904,138,000 | 新設立 |  |
| 2023 | 2,518,114,000 |        |  |
| 2024 | 2,541,104,000 |        |  |

## 其他國家及地區類似部門
- 中华人民共和国：工业和信息化部（原产业部）、国家互联网信息办公室、国家数据局
- 香港：數字政策辦公室
- 日本：數位廳
- 大韓民國：科學技術情報通信部
- 新加坡：新加坡數碼發展及新聞部 、資訊通信媒體發展局
- 马来西亚：馬來西亞數碼部
- 爱沙尼亚：經濟事務與通訊部（Economic Affairs and Communication）、資訊系統管理局
- 乌克兰：数字化转型部（英语：Ministry of Digital Transformation (Ukraine)）
- 波蘭：數位事務部（英语：Ministry of Digital Affairs）
- 法國：法國數位事務部

## 外部連結
- 數位發展部 （页面存档备份，存于）（繁體中文）
- 數位發展部的Facebook專頁
- YouTube上的數位發展部頻道